# Natalie Hurst
Natalie Hurst (Canberra, 8 aprile 1983) è un'ex cestista australiana.

## Carriera
Con l'Australia ha disputato tre edizioni dei Campionati oceaniani (2009, 2011, 2013).